# Буцловани
Буцловани (словац. Буцловани) — село в Словаччині, Бардіївському окрузі Пряшівського краю. Розташоване в північно-східній частині Словаччини. Протікає річка Копривничка.
Вперше згадується у 1345 році.

## Населення
| Рік:            | 1994. | 2004.   | 2014.   | 2024.   |
| --------------- | ----- | ------- | ------- | ------- |
| Кількість осіб: | 244   | 228     | 213     | 199     |
| Різниця:        |       | -6,55 % | -6,57 % | -6,57 % |

| Рік:            | 2023. | 2024.   |
| --------------- | ----- | ------- |
| Кількість осіб: | 203   | 199     |
| Різниця:        |       | -1,97 % |

В селі проживає 224 мешканці.
Національний склад населення (за даними останнього перепису населення — 2001 року):
- словаки — 99,17 %

Склад населення за приналежністю до релігії станом на 2001 рік:
- протестанти — 94,17 %,
- римо-католики — 4,17 %,
- не вважають себе віруючими або не належать до жодної вищезгаданої церкви — 0,83 %